# Muzio Attendolo

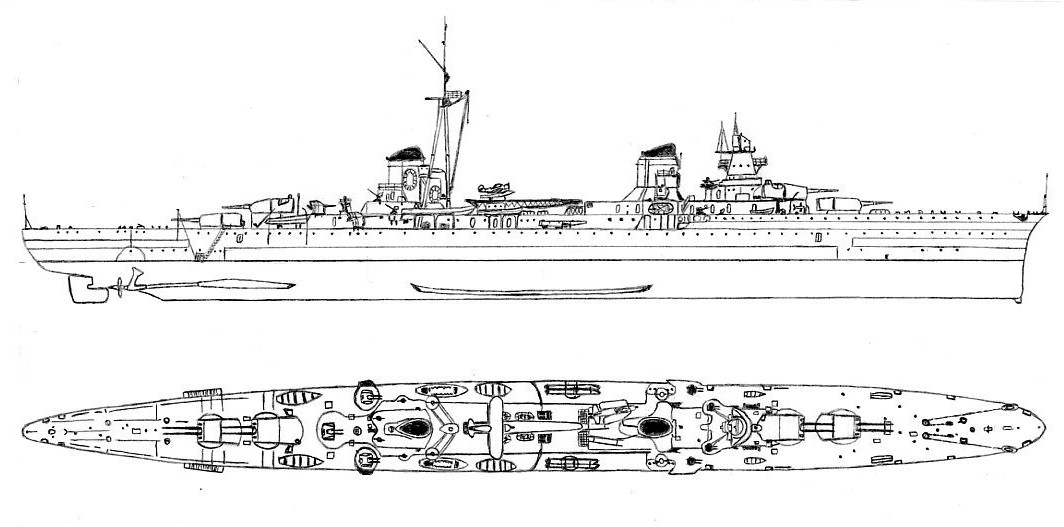
Схематичне зображення легкого крейсера «Муціо Аттендоло»

«Муціо Аттендоло» (італ. Muzio Attendolo) — військовий корабель, легкий крейсер підтипу «Раймондо Монтекукколі типу «Кондотьєрі» Королівських ВМС Італії за часів Другої світової війни.

## Історія створення
«Муціо Аттендоло» закладений 10 квітня 1931 на верфі компанії C.R.D.A в Трієсті. 7 серпня 1935 увійшов до складу Королівських ВМС Італії.
Італійський легкий крейсер «Муціо Аттендоло» був названий на честь італійського кондотьєра XV століття Муціо Аттендоло, правителя Мілану та засновника династії Сфорца, що прославився в битві біля Казалеккіо 1402 року.

## Історія служби
«Муціо Аттендоло» відразу після введення до лав ВМС Італії, брав участь у навчально-бойових походах флоту. З початку Другої світової війни взяв активну участь у битвах на Середземноморському театрі дій, бився в боях біля Калабрії в липні 1940, а також у першій морській битві у затоці Сидра в грудні того ж року; супроводжував власні та переслідував ворожі конвої транспортних суден (операції «Гальбед» та «П'єдестал»).
Під час війни включений до I ескадри важких кораблів, яка мала у своєму складі найновіші італійські лінкори типу «Літторіо»: «Літторіо», «Вітторіо Венето» та «Рома».
17 грудня 1941, у наслідок випадкового зіткнення протиборчих сторін, які виконували задачі з ескорту транспортних конвоїв у південній частині Середземного моря, італійський транспортний конвой M42, у кількості 4 транспортів, що прямував з Італії до Африки, під командуванням адмірала ескадри А.Якіно, вступив у вогневий контакт з британським конвоєм. Сутичка переросла в першу битву у затоці Сидра, де крейсер «Муціо Аттендоло» діяв у ролі корабля ближнього прикриття транспортних суден.
В 1942 році бойовий корабель виконував завдання з супроводу транспортних конвоїв між Неаполем та Бенгазі й Албанією. У ході серпневої битви з британськими конвоями (з 10 до 15 серпня 1942 року), у ранкові години 13 числа «Муціо Аттендоло» був торпедований британським підводним човном «Анброукен», внаслідок чого втратив свій ніс, однак командир корабля зміг у такому стані привести крейсер до Мессіни, та згодом до Неаполя, де «Муціо Аттендоло» був поставлений на капітальний ремонт.
4 грудня 1942 року під час ремонту в порту Неаполя 20 американських важких бомбардувальників B-24 «Ліберейтор» зі складу 98-ї та 376-ї повітряних ескадр 9-ї повітряної армії, що базувалася в Єгипті, здійснили черговий наліт на місто.
Під час бомбардування «Муціо Аттендоло» отримав пряме влучення авіаційною бомбою в центр бойового корабля. Одна чи дві 500-фунтові бомби влучили між третьою гарматною баштою і бойовою рубкою. Рятувальники намагалися врятувати екіпаж та утримати корабель на плаву, але марно. О 22:19 бойовий корабель перекинувся і пішов на дно, загинувши в результаті отриманих пошкоджень та пожежі, що виникла. Внаслідок трагедії загинуло 188 матросів, що 86 постраждали. Після капітуляції Італії крейсер використовувався як плавучий док, а після війни його розрізали на метал.
Загалом за час служби легкий крейсер «Муціо Аттендоло» взяв участь у 25 бойових походах, пройшов 29 235 миль. Виключений зі списків флоту 18 жовтня 1946 року.